# Thomas Edward Thorpe
Sir Thomas Edward Thorpe (* 8. Dezember 1845 in Harpurhey, Manchester; † 23. Februar 1925 in Salcombe, Devon) war ein britischer Chemiker.

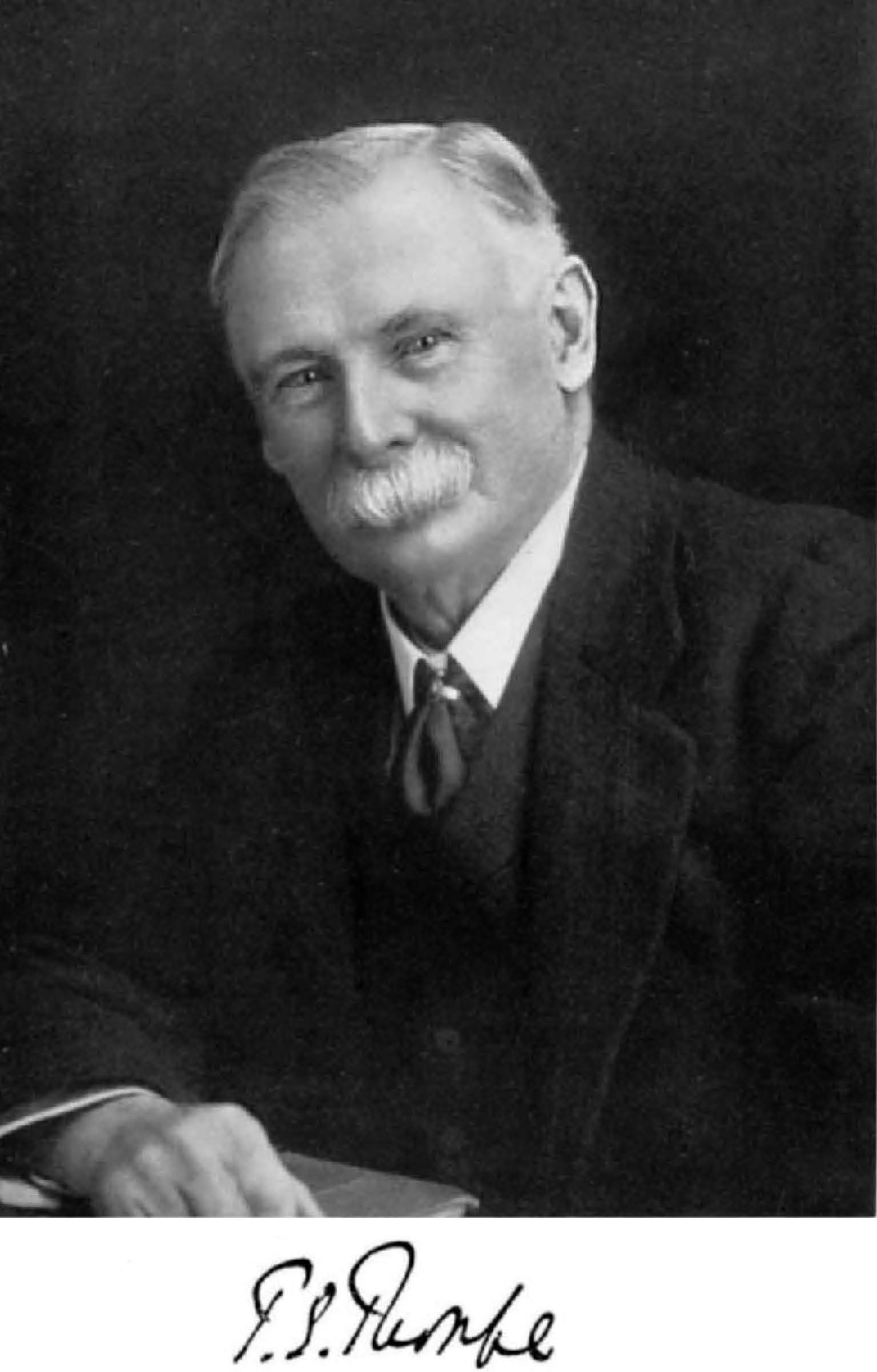
Thomas Edward Thorpe

Unterschrift

## Leben
Thorpe war zunächst Angestellter, arbeitete dann aber als Assistent des Chemieprofessors Henry Roscoe an der University of Manchester (damals Owen´s College). Er setzte sein Studium an der Universität Heidelberg fort, wo er 1869 promoviert wurde, studierte bei August Kekulé in Bonn und wurde nach der Rückkehr 1870 Professor an der University of Strathclyde (damals Anderson´s University in Glasgow). Später war er am Yorkshire College of Science (der späteren University of Leeds) und 1885 bis 1894 Professor an der Normal School of Science in South Kensington (dem späteren Royal College of Science bzw. Imperial College London). 1894 gab er seine Universitätskarriere auf und wurde Leiter des staatlichen Labors Somerset House Laboratory (auch Government Laboratory genannt), was er bis 1909 blieb. Das Labor war mit chemischen Untersuchungen im Rahmen der öffentlichen Gesundheit beauftragt. Sein Nachfolger im Labor war James Johnston Dobbie.
1889 erhielt er die Royal Medal für seine Arbeiten über Atomgewichte. Durch Untersuchungen über Phosphoroxide trug zur Verbesserung der Gesundheit von Arbeitern in der Streichholzindustrie bei.
1884 bis 1888 nahm er an der magnetischen Landesaufnahme Großbritanniens teil.
1890 bis 1893 gab er den Dictionary of Applied Chemistry heraus und er schrieb mehrere Lehrbücher. 1895 war er Präsident der Society of Chemical Industry. 1871 wurde er zum Ehrenmitglied (Honorary Fellow) der Royal Society of Edinburgh gewählt. Er war seit 1876 Fellow der Royal Society, deren Bakerian Lecture er mehrfach hielt. 1913 wurde er zum korrespondierenden Mitglied der Russischen Akademie der Wissenschaften in Sankt Petersburg gewählt.
1909 wurde er zum Knight Bachelor geschlagen.
Er war begeisterter Segler und schrieb darüber zwei Bücher.

## Schriften
- Inorganic Chemistry 1873
- History of Chemistry 1909
- Herausgeber: Dictionary of Applied Chemistry, 1890–1893

Über Segeln:
- A Yachtman´s Guide to the Dutch Waterways, 1905
- The Seine from Havre to Paris, 1913